# Dieter Rüggeberg
Dieter Rüggeberg ist ein deutscher Okkultist, Rechtsextremist, Autor, Verleger und Buchhändler.

## Leben
Rüggeberg verfasst Bücher mit primär esoterischem Charakter. Er betreibt den nach ihm benannten Verlag Dieter Rüggeberg, in dem er neben einem eher unpolitischen Verlagsprogramm esoterische und verschwörungstheoretische Literatur veröffentlicht.

### Verlagsbuchhandlung Dieter Rüggeberg
An den Verlag ist die Verlagsbuchhandlung Dieter Rüggeberg aus Wuppertal angeschlossen, die ihre Angebote über Anzeigen in der Jungen Freiheit bewirbt. Die Verlagsbuchhandlung hat sich auf ein esoterisch-okkultistisches sowie antisemitisches, Verschwörungstheorien huldigendes Angebot spezialisiert: Es werden esoterische, philosophische und religiöse Bücher feilgeboten, etwa die Geheimlehre der  Okkultistin Helena Petrovna Blavatsky, diverse Werke des Esoterikers Rudolf Steiner und Bücher der rechtsextremistischen Revisionisten J.G. Burg, Georg Franz-Willing, David L. Hoggan und Udo Walendy, die Schriften des „Links-Nationalsozialisten“ Hennecke Kardel sowie verschwörungstheoretische Werke von Gary Allen, Gerhard Müller und Johannes Rothkranz. Auf Rüggebergs Homepage werde die rechtsextreme Zeitschrift Unabhängige Nachrichten als „sehr kritisch, empfehlenswert“ empfohlen.

### Publizistische Aktivitäten
In seinen zwei Bänden über Geheimpolitik, die einen dezidiert politischen Charakter aufweisen, propagiert Rüggeberg eine antisemitisch-freimaurerische Verschwörungstheorie.

#### Geheimpolitik (Band 1)
Im ersten Band möchte Rüggeberg einen geheimen Fahrplan zur Weltherrschaft (so lautet auch der Untertitel des Buches) enthüllen. Er meint diesen in den Protokollen der Weisen von Zion, die er ausführlich und zustimmend zitiert, erkennen zu können. Als Verschwörer sieht er zu gewichtigen Teilen die Juden an, weil sie durch ihre internationale Verbreitung prädestiniert seien, daneben verdächtigt er Briten und nicht genau benannte Okkultgruppen. In den Demokratien würden konspirative Kräfte herrschen, die sich hinter den Regierenden verbergen. Rüggeberg kommt zu dem Schluss: „Diese Unsichtbare Regierung hinter den Protokollen läßt ihre schmutzige Arbeit fast ausschließlich durch ihre Handlanger und Helfer erledigen.“ An vielen Stellen des Buches bezieht sich Rüggeberg zustimmend auf den Anthroposophen Rudolf Steiner. Zwar distanziere er sich vom historischen Nationalsozialismus,  gleichwohl weise seine gesamte Argumentation, unabhängig von dieser ideologischen Prägung, ein unabhängiges rechtsextremistisches Gedankengut auf, indem er nach wie vor die antisemitischen Verschwörungsvorstellungen der Protokolle der Weisen von Zion propagiere. Zudem diffamiere er fundamental den bestehenden demokratischen Verfassungsstaat als „Diktatur“ und „Schwachsinn“. Dabei bediene sich Rüggeberg typisch revisionistischer Argumentationsmuster, etwa indem er Holocaustleugner wohlwollend kommentiere. Darüber hinaus bezieht er sich zustimmend auf andere rechtsextremistische Werke, z. B. die Schriften von David Irving, Erich Kern oder Gerhard Müller.

#### Geheimpolitik (Band 2)
Der zweite Band Geheimpolitik knüpft mit Ergänzungen zu den Protokolle der Weisen von Zion an den ersten Band an. Rüggeberg stellt dabei heraus, dass mit den in den Protokollen „offengelegten Plänen Weltherrschaftspolitik betrieben“ werde. Neben Historischem zur Freimaurerei und dem Verhältnis von Freimaurerei und Weltanschauung lässt er sich zu Hochgradlogen, Logenverbindungen und politischen Verbindungen aus. Rüggeberg baut seine Verschwörungstheorien weiter aus, indem er die Freimaurerei als konspirativen Akteur darstellt, dem eine demokratische Staatsordnung genehm sei. Politiker beschimpft er als „Lügner, Heuchler und Großverbrecher“. Um seine Behauptungen und Auffassungen zu begründen, zitiert er in epischer Länge ausführlich aus der nationalsozialistischen und völkischen Literatur der 1920er bis 1940er Jahre. Besonders häufig zitiere er den Chefideologen der NSDAP, Alfred Rosenberg.

## Veröffentlichungen
- Theosophie und Anthroposophie im Licht der Hermetik. Rüggeberg, 1988.
- Christentum und Atheismus im Vergleich zu Okkultismus und Magie. 1989. ISBN 3-921338-12-3
- Geheimpolitik. Band 1. Der Fahrplan zur Weltherrschaft. Rüggeberg-Verlag Wuppertal 1990
- Geheimpolitik. Band 2: Logen–Politik. Rüggeberg-Verlag Wuppertal 1994. ISBN 978-392133816-2
- Geheimpolitik. Band 3. Hitler – Agent der Freimaurerei.
- Christentum und Atheismus im Vergleich zu Okkultismus und Magie: Eine Studie zu den weltanschaulichen, wissenschaftlichen und machtpolitischen Grundlagen. Rüggeberg-Verlag 1989. ISBN 978-392133812-4
- Sammlung Franz Bardon. Rüggeberg-Verlag 1989. ISBN 978-392133843-8
- Franz Bardon: Questions & Answers and The Great Arcanum by Dieter Rueggeberg (2008-12-30) Merkur Publishing, Inc.